# 중증외상센터 : 골든아워
중증외상센터:골든아워는 한산이가, 홍비치라 작가가 네이버 웹툰에 연재하는 웹툰이다.